# Black Monk Time
Black Monk Time è il primo e unico album in studio dei The Monks, pubblicato nel 1966. L'album è stato inserito nel 2017 al n. 127 della classifica dei migliori album degli anni sessanta della webzine Pitchfork.

## Tracce
Lato A
1. Monk Time – 2:45
2. Shut Up – 3:10
3. Boys Are Boys and Girls Are Choice – 1:25
4. Higgle-Dy - Piggle-Dy – 2:30
5. I Hate You – 3:25
6. Oh, How To Do Now – 3:15

Durata totale: 16:30
Lato B
1. Complication – 2:33
2. We Do Wie Du – 2:12
3. Drunken Maria – 1:45
4. Love Came Tumblin' Down – 2:30
5. Blast Off! – 2:15
6. That's My Girl – 2:25

Durata totale: 13:40